# Hin und zurück

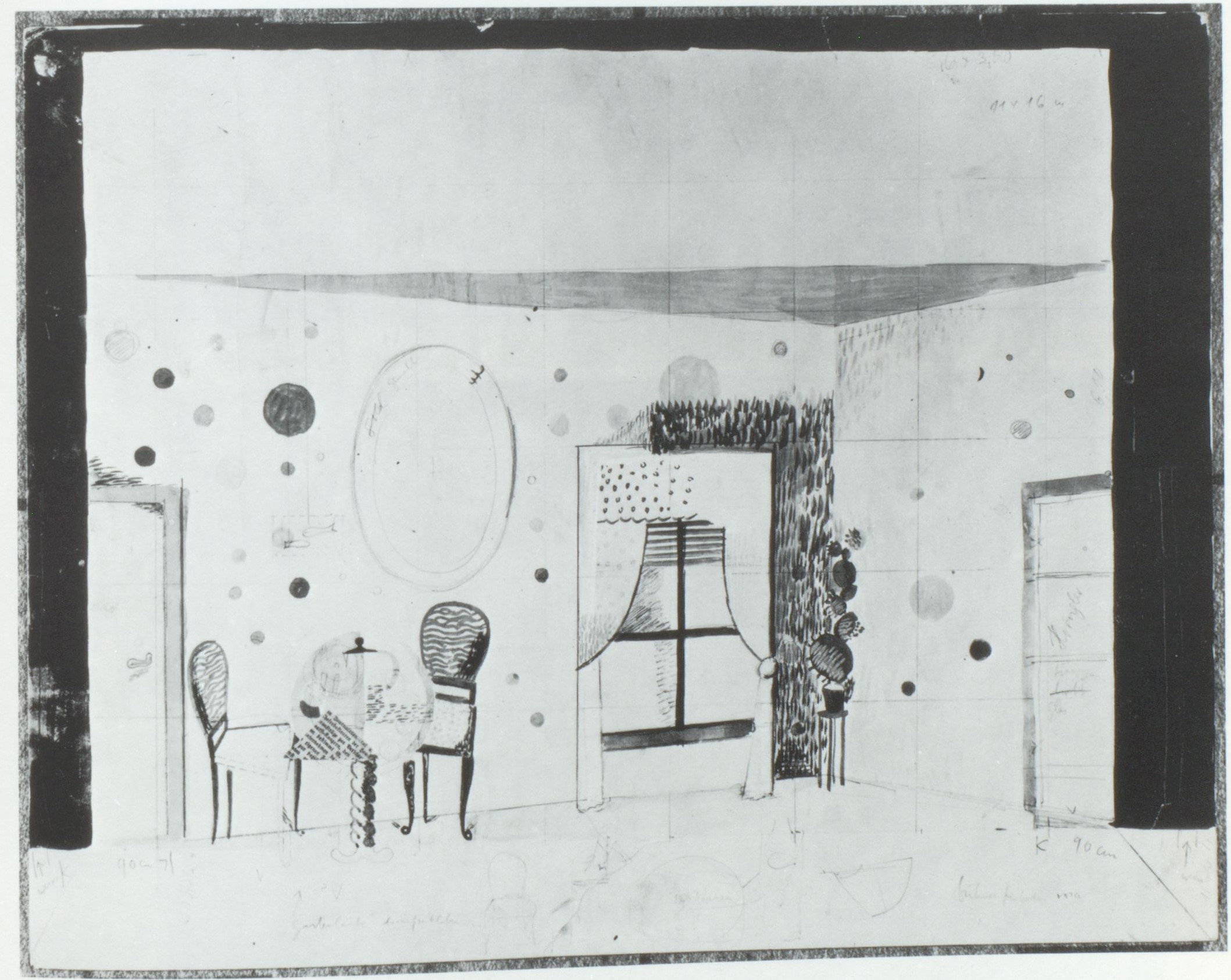
Bühnenbildentwurf von László Moholy-Nagy für die Krolloper 1930

Hin und zurück ist eine Miniaturoper (Originalbezeichnung: „Sketch mit Musik“, op. 45a) von Paul Hindemith (Musik) und Marcellus Schiffer (Libretto).

## Inhalt
Während der Spieldauer von zwölf Minuten wird ein Ehedrama erzählt: Robert erscheint überraschend bei seiner in Anwesenheit der tauben Tante Emma frühstückenden Frau Helene und überreicht ein Geburtstagsgeschenk. Das Zimmermädchen bringt einen Brief, der das Misstrauen des Mannes erweckt. Auf seine hartnäckigen Fragen hin gibt Helene zu, dass der Brief von ihrem Liebhaber stammt. Robert erschießt daraufhin seine Frau, ein hinzukommender Professor und der Krankenwärter können nur deren Tod feststellen. Robert stürzt sich aus dem Fenster. Ein Weiser erscheint zu den Tönen eines Harmoniums und erklärt, eine „höhere Macht“ wolle nicht, dass eine „Kleinigkeit“ zu einem Selbstmord führe. Die Handlung läuft daraufhin Szene für Szene in umgekehrter Reihenfolge zurück.

## Bedeutung des Werks
Paul Hindemith unternahm mit Hin und zurück – nachdem er mit Cardillac bereits eine abendfüllende Oper komponiert hatte – ein Experiment mit der Gattung der komischen Oper, die er in der zweiten Zusammenarbeit mit dem Librettisten Marcellus Schiffer 1929 mit dem Werk Neues vom Tage mit einem dann wieder abendfüllenden Werk erneut bediente. In Hin und zurück spielt Hindemith ironisch mit den traditionellen Formen der Oper, einerseits in musikalischer Hinsicht wie in der Koloraturarie der Helene zu den belanglosen Worten „Froh und früh erwacht“, andererseits hinsichtlich der für die Oper typischen Übertreibung von Gefühlen (Eifersucht) und Reaktionen (Mord und Selbstmord) in Verbindung mit Zufällen (die fast gleichzeitige Ankunft von Ehemann und Brief des Liebhabers) und einer unvermittelten Einwirkung von außen (der Weise als Deus ex machina). Die Musik von Hin und zurück persifliert dies auch durch die Einbeziehung von Elementen der damals zeitgenössischen Unterhaltungsmusik, was sich in der Besetzung des kleinen Orchesters durch die Mitwirkung von Saxophon und Klavier ausdrückt.

## Entstehung und Aufführungen
Paul Hindemith komponierte Hin und zurück vom 9. bis 12. Mai 1927. Die zentrale Szene des Weisen überarbeitete der Komponist noch vor der Uraufführung und ersetzte dabei die ursprünglich vorgesehene Bassstimme durch einen Tenor und die Begleitung durch Flöte und Klarinette durch das hinter der Bühne spielende Harmonium. Das Werk wurde am 17. Juli 1927 beim Festival Deutsche Kammermusik im großen Bühnensaal des Kurhauses Baden-Baden uraufgeführt. Auf dem Programm standen an diesem Abend außerdem die Uraufführungen drei weiterer Kurzopern: Die Entführung der Europa von Darius Milhaud, das Mahagonny-Songspiel von Kurt Weill (Text von Bertolt Brecht) und Die Prinzessin auf der Erbse von Ernst Toch. Dirigent der Uraufführung von Hin und zurück war Ernst Mehlich. Regie führte Walther Brügemann im Bühnenbild von Heinz Porep. Anschließend wurde das Werk an zahlreichen Theatern gespielt, darunter 1930 an der Krolloper in Berlin in der Regie von Hans Curjel im Bühnenbild von László Moholy-Nagy unter der Leitung des Dirigenten Otto Klemperer. Auch nach dem Zweiten Weltkrieg wurde Hin und zurück immer wieder aufgeführt, beispielsweise am Musiktheater im Revier Gelsenkirchen im April 2009 und am 18. Mai 2011 im Rahmen eines Konzerts der Stuttgarter Philharmoniker in der Regie von Hugo Wieg (Dirigent: Gabriel Feltz).

## Orchester
Im kammermusikalisch besetzten Orchester spielen die folgenden Instrumente:
- Flöte
- Klarinette
- Altsaxophon
- Fagott
- Trompete
- Posaune
- Klavier (zwei- und vierhändig)
- Harmonium (hinter der Szene)